# Darxtar
Darxstar is een Zweedse rockband, die onregelmatig muziekalbums uitbrengt.
De leider van Darxtar K Sören Bengtsson is een liefhebber van de spacerock die Hawkwind in de jaren 70 en 80 van de 20e eeuw speelde en begon in 1989 met het verzamelen van een band om zich heen. Er is niet alleen een gelijkenis in de muziek met Hawkwind, ook in de vele personeelswisselingen zit overeenkomst. Bijna alle albums zijn in een andere samenstelling opgenomen en gepromoot.

## Discografie
Sinds 1989 is een aantal albums verschenen, de discografie is echter langer. De band speelde op allerlei tribute-albums:
- Darxtar (1991)
- Darker (1993)
- Daybreak (1994)
- Sju (1996)
- Hawxtar (1997) (Cd-r)
- Tombola (2001)
- We came too late (2005)
- Aged to perfection (2012)